# Zeudi Araya
Pour les articles homonymes, voir Araya.
Zeudi Araya, née le 10 février 1951 à Dekemhare (Érythrée), est une actrice, chanteuse et productrice érythréenne naturalisée italienne.

## Biographie
Zeudi Araya est née le 10 février 1951 à Dekemhare (Érythrée). Fille d'un homme politique et nièce d'un ambassadeur à Rome, elle est diplômée en 1969 et la même année elle est élue miss Érythrée. 
Lors d'un voyage en Italie en 1972, Zeudi Araya enregistre une publicité pour un café où elle est présentée au réalisateur Luigi Scattini, qui l'engage avec Beba Loncar dans le film La Fille à la peau de lune tourné aux Seychelles. En 1973, des chansons composées par Piero Umiliani qu'elle a chanté dans la partition d'un autre film réalisé par Scattini où elle jouait le rôle principal (La ragazza fuoristrada) sont publiées sur un disque 45 tours. 
De 1973 à 1975, elle joue plusieurs rôles dans des films dont la plupart sont réalisés par Scattini. En 1976 elle apparaît avec Paolo Villaggio dans le film Il signor Robinson, mostruosa storia d'amore e d'avventure de Sergio Corbucci. Elle est également apparue dans la version italienne du magazine Playboy en mars 1974.
Après le film Le Choix des seigneurs, sorti en 1983, elle n'est ensuite apparue qu'épisodiquement en tant qu'actrice et a produit des films,.

## Vie privée
Le père de Zeudi Araya était un homme politique et son oncle était un diplomate à Rome. Elle a été mariée avec le producteur de films Franco Cristaldi de 1983 (après sa rupture d'avec Claudia Cardinale) jusqu'au décès de celui-ci en 1992. Maintenant elle vit avec le réalisateur Massimo Spano (it), avec qui elle a un fils.

## Filmographie

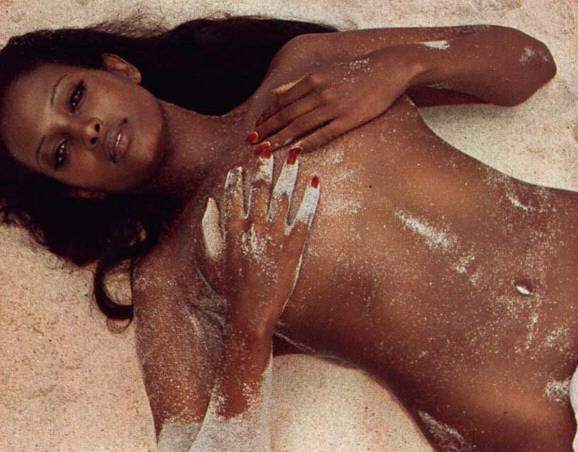
Dans une scène du film La Fille à la peau de lune (1972)

- 1973 : La Fille à la peau de lune (La ragazza dalla pelle di luna) de Luigi Scattini
- 1973 : La ragazza fuoristrada de Luigi Scattini
- 1974 : Le Corps (Il corpo) de Luigi Scattini
- 1974 : La Proie (La preda) de Domenico Paolella
- 1975 : La Pécheresse (La peccatrice) de Pier Ludovico Pavoni
- 1976 : Il signor Robinson, mostruosa storia d'amore e d'avventure de Sergio Corbucci
- 1979 : Tesoro mio (également orthographié Tesoromio) de Giulio Paradisi
- 1979 : Mélodie meurtrière (Giallo napoletano) de Sergio Corbucci
- 1983 : Le Choix des seigneurs (I Paladini: Storia d'armi e d'amori) de Giacomo Battiato
- 1987 : Contrôle (Il giorno prima) de Giuliano Montaldo
- 1996 : Mon capitaine, un homme d'honneur (Marciando nel buio) de Massimo Spano (it)
- 2009 : Franco Cristaldi e il suo cinema Paradiso (it) de Massimo Spano[1]

## Discographie
Singles
- 1973 : Oltre l'acqua del fiume/Maryam